# Pseudorthodes calceolarius
Pseudorthodes calceolarius là một loài bướm đêm trong họ Noctuidae.